# فرناندو هرنانديز (لاعب كرة قاعدة)
فرناندو هرنانديز (بالإنجليزية: Fernando Hernández)‏ هو لاعب كرة قاعدة أمريكي، ولد في 31 يوليو 1984 في ميامي في الولايات المتحدة.

## وصلات خارجية
- فرناندو هرنانديز على موقع دوري كرة القاعدة الرئيسي (الإنجليزية)
- فرناندو هرنانديز على موقعبيزبول رفرنس.كوم (الدوري الرئيسي) (الإنجليزية)
- فرناندو هرنانديز على موقعبيزبول رفرنس.كوم (الدوري الثانوي) (الإنجليزية)
- فرناندو هرنانديز على موقع إي إس بي إن.كوم (أم.أل.بي) (الإنجليزية)
- فرناندو هرنانديز على موقع مشجعي الرسوم البيانية (الإنجليزية)